# W.C.クラーク
W.C.クラーク（W.C. Clark、1939年11月16日 - 2024年3月2日）は、アメリカ合衆国のブルース、ソウル・ギタリスト、歌手。
テキサス州オースティン生まれ。本名は、ウェスリー・カーリー・クラーク。スティーヴィー・レイ・ヴォーンがデビュー前に活動をともにしていたことでも知られ、オースティンのブルース・シーンのゴッドファーザーとして親しまれている。ハイ・サウンドあたりを彷彿させるソウル・ミュージックとコンテンポラリー・ブルースを垣根を感じさせることなくプレイする。

## 来歴
地元オースティンでは50年代から活動する大ベテランだが、アルバムのレコーディングは1987年までない。それまでは、いわゆる知る人ぞ知る存在であった。
1939年テキサス州オースティンに生まれる。幼い頃からギターを弾いていた彼は、16歳のとき初のギグを経験。間もなく地元の伝説的なブルースマン、T.D.ベルと出会い、彼のバンドに加入した。
70年代初頭に、アンジェラ・ストレーリ、デニー・フリーマンらとバンド、サザン・フィーリングを結成。この頃、当時まだ10代だったスティーヴィー・レイ・ヴォーンと出会う。スティーヴィー・レイは彼らのステージに飛び入りすることもあったという。
サザン・フィーリング解散後は、機械整備工として働いていたクラークだったが、1975年、スティーヴィー・レイに誘われ、彼のバンド、トリプル・スレット・レビューのベーシストとなる。のちにスティーヴィー・レイの持ち歌となった「Cold Shot」が誕生したのは、この時代だ。クラークがバンドのキーボーディスト、マイク・キンドレッドと共作したものだった。
70年代末にクラークはバンドから脱退し、自己のバンドW.C.クラーク・ブルース・レビューを結成する。1987年には、初の自己名義のアルバム『Something for Everybody』をリリースした。90年代前半までは、地元のクラブ、アントンズなどのレギュラー・バンドとして活動した。
1994年、ブラックトップ・レコードと契約。以後、他の都市へもツアーに出かけるようになり、活動の範囲が広がっていく。ブラックトップでは計3枚のアルバムをリリースし、活動範囲を広げていった。同レーベルからの1作目『Heart Of Gold』には、彼のバージョンの「Cold Shot」が収録されており、スティーヴィー・レイにささげられている。
しかし好調に活動を続けていた1997年3月、ツアー中の彼の車が交通事故に遭う。クラーク本人は無事だったものの、彼はフィアンセとバンドのドラマーを同時に失ってしまった。翌年のアルバム『Lover's Plea』に収録された「Are You Here, Are You There」は、クラークが亡きフィアンセに呼びかけた歌である。
90年代の末にはブラックトップが倒産。以後、しばらく新作から遠ざかるが、2002年にアリゲーター・レコードと契約。4年ぶりの新譜『From Austin With Soul』をリリースし、健在ぶりをアピールした。同作はマーシャ・ボールのゲスト参加も手伝い、ブラックトップ時代以上に力強い仕上がりとなっている。
2004年にはアリゲーターからの2作目『Deep In The Heart』リリース。2011年には地元オースティンでのライヴ盤『Were You There?』をリリースしており、日本盤も2012年にPヴァインよりリリースとなった。
マネージャーによると2024年3月2日の朝にオースティンのクリストファー・ハウス・ホスピスにて死去。84歳没。2月20日にレギュラー・ギグを済ませたあと、ガンと診断されていた。

## ディスコグラフィー

### アルバム
- 1987年 『Something for Everybody』(Drippin' DR-1001) (LP; W.C. Clark Blues Revue名義)
- 1994年 『Heart Of Gold』(Black Top BT-1103)
- 1995年 『Texas Soul』(Black Top BT-1131)
- 1998年 『Lover's Plea』(Black Top BT-1145)
- 2002年 『From Austin With Soul』(Alligator ALCD 4884)
- 2004年 『Deep In The Heart』(Alligator ALCD 4897)
- 2011年 『Were You There?』(no label)
- 2018年 『W.C. Clark』(no label)[7]

### シングル
- 1979年 「Rough Edges / My Song」(Hole) ※with the Cobras & Stevie Vaughan[8]